# كيم ويلسون
كيم ويلسون (بالإنجليزية: Kim Wilson)‏ (و. 1951  م) هو موسيقي، ومغني أمريكي، ولد في ديترويت، يستخدم آلات هارمونيكا، وصوت بشري.

## الحياة المهنية
وُلد ويلسون في ديترويت بميشيغان عام 1951، لكنه نشأ في غوليتا بكاليفورنيا، حيث كان يُعرف أحياناً باسم ”غوليتا سليم“. بدأ مع موسيقى البلوز في أواخر الستينيات وتعلم على يد أشخاص مثل مادي ووترز وجيمي روجرز وإيدي روجرز وإيدي تايلور وألبرت كولينز وجورج ”هارمونيكا“ سميث ولوثر تاكر وبي وي كرايتون وتأثر بعازفي الهارمونيكا مثل ليتل والتر وجيمس كوتون وبيغ والتر هورتون وسليم هاربو وليلي ليستر. قبل انتقاله إلى أوستن، تكساس، في 1974، كان قائد فرقة (بالإنجليزية: Aces)‏ و (بالإنجليزية: Straights and Shuffles)‏ في مينيابوليس، مينيسوتا؛ وأصدرت الفرقة أغنية واحدة. في أوستن قام بتشكيل فرقة فابيلوس ثندربيردز مع عازف الجيتار جيمي فوغان.

## روابط خارجية
- كيم ويلسون على موقع IMDb (الإنجليزية)
- كيم ويلسون على موقع ميوزك برينز (الإنجليزية)
- كيم ويلسون على موقع أول ميوزيك (الإنجليزية)
- كيم ويلسون على موقع ديسكوغز (الإنجليزية)
- كيم ويلسون على موقع قاعدة بيانات الفيلم (الإنجليزية)